# 王選 (嘉靖進士)
王選（1480年—？年），字士魁，號東川，河南開封府尉氏縣人，明朝政治人物。

## 生平
治《詩經》，行一，由國子生中式正德二年（1507年）丁卯科河南鄉試第二十七名舉人，嘉靖二年（1523年）登癸未科會試第二百九十名，第三甲第九名進士。授直隶松江府推官。丁父忧，复授陕西平凉府推官，升山西应州知州，诰赠奉训大夫。

## 家族
曾祖王昇。祖父王拳。父王钦，经历。母陸氏。具庆下。弟王逈，泰州知州。。